# بني إسرائيل (الهند)
بني إسرائيل، والمشار إليها أيضاً باسم طائفة اليهود الأصليين"،  هم مجتمع من اليهود في الهند. هناك ادعاء  أنهم من نسل إحدى القبائل العشر المفقودة عبر أسلافهم الذين استقروا هناك منذ قرون. في القرن التاسع عشر، بعد أن تعلموا عن اليهودية المعيارية ( الأشكنازي والسفاردي)، هاجروا من القرى في منطقة كونكان  إلى المدن المجاورة في جميع الهند البريطانية - بشكل أساسي إلى مومباي،  وأيضاًَ إلى بونا وأحمد أباد، وكراتشي (الآن في باكستان)، حيث حصلوا على مناصب بارزة داخل الحكومة الاستعمارية البريطانية والجيش الهندي.
في أوائل القرن العشرين، نشط العديد من بني إسرائيل في صناعة السينما الهندية كممثلات / ممثلين ومنتجين ومخرجين. مع استقلال الهند في عام 1947 متبوعاً بإعلان قيام دولة إسرائيل عام 1948، هاجر العديد منهم إلى الأخيرة، بمن فيهم أولئك الذين وصلوا إلى الهند بعد خروجهم من باكستان المستقلة حديثاً، إلى إسرائيل وكندا ودول الكومنولث الأخرى والولايات المتحدة.

## تاريخ

مدرسو بن إسرائيل في مدرسة التبشيرية التابعة للكنيسة الاسكتلندية الحرة والمدرسة اليهودية الإنجليزية في بومباي عام 1856

وفقاً لتقليد بني إسرائيل، فقد وصل أسلافهم إلى الهند في وقت ما في القرن الأول أو الثاني عندما غرق أسلافهم في غرب الهند أثناء رحلة تجارية إلى الشرق الأقصى. من ناحية أخرى، يعتقد بعض المؤرخين أن أسلافهم ربما كانوا ينتمون إلى إحدى القبائل المفقودة في إسرائيل، ولكن لم يتم الاعتراف رسمياً ببني إسرائيل من قبل السلطات اليهودية على هذا النحو. بعد الهجرة إلى الهند، اندمج بني إسرائيل تدريجياً مع الناس من حولهم، مع الحفاظ على بعض العادات اليهودية. ذكر الفيلسوف اليهودي في العصور الوسطى موسى بن ميمون في رسالة أن هناك جالية يهودية تعيش في الهند؛ وربما كان يشير إلى بني إسرائيل.
في مرحلة من التاريخ غير مؤكدة، اكتشف يهودي هندي من كوشين يدعى ديفيد رحابي؛ بني إسرائيل في قراهم، وتعرف على عاداتهم اليهودية القديمة. علم رحابي الناس عن اليهودية المعيارية. وقام بتدريب بعض الشباب من بينهم ليكونوا الوصايا الدينية للمجتمع. كان هؤلاء الرجال، المعروفين باسم كاجيس ، يشغلون منصباً أصبح وراثياً، على غرار كوهانيم. وأصبحوا معترف بهم كقضاة ومستوطنين للنزاعات داخل المجتمع.
تضع تقاليد بني إسرائيل وصول رحابي بين عاميّ 1000 و1400، على الرغم من أن بعض المؤرخين قد أرخوا وصوله إلى القرن الثامن عشر. ويقترح البعض أن "ديفيد رحابي" جزء من تراث لبني إسرائيل؛ فهو رجلاً يدعى ديفيد حزقيال رحابي، عاش من 1694 إلى 1772، وأقام في كوشين، التي كانت مركز مجتمع مالابار اليهودي الثري. يقترح آخرون أن الإشارة إلى شخص آخر هو ديفيد باروخ رحابي، الذي وصل إلى بومباي قادماً من كوشين عام 1825.
تشير التقديرات إلى أنه كان هناك 6000 شخصاً منتمي إلى بني إسرائيل في ثلاثينيات القرن التاسع عشر؛ وأصبحوا 10000 شخص في مطلع القرن العشرين. وفي عام 1948 - ذروة عددهم في الهند- بلغوا حوالي 20000 شخص.  منذ ذلك الوقت ، هاجر معظم السكان إلى إسرائيل. في عام 2020 ، بلغ عدد السكان اليهود في مومباي حوالي 3500 ، 99٪ منهم من مجتمع بني إسرائيل.  تضم مومباي والمناطق المحيطة بها مثل رايجاد؛ العديد من المعابد اليهودية ، معظمها ينتمي إلى مجتمع بني إسرائيل.
تحت الحكم الاستعماري البريطاني، برز العديد من بني إسرائيل في الهند. كانوا أقل تأثرا بالتشريعات التمييزية واكتسبوا مناصب بارزة داخل الحكومة الاستعمارية والجيش الهندي ، بمعدل أعلى بشكل عام من نظرائهم غير اليهود.  هاجر بعض هؤلاء المجندين مع عائلاتهم لاحقًا إلى محمية عدن البريطانية .  لكن في القرن التاسع عشر ، واجهت بني إسرائيل عداءً من يهود البغداديين الجدد الذين اعتبروا بني إسرائيل "هنودًا". كما شككوا في يهودية الجالية. رداً على ذلك ، قاد المربي والمؤرخ بين إسرائيل ، حاييم صموئيل كيهيمكار ، الدفاع عن يهودية بني إسرائيل في أواخر القرن التاسع عشر. في كتاباته ، حاول تصوير بني إسرائيل على أنهم جالية أجنبية تمامًا في الهند. كما قام بتقسيم المجتمع إلى مجموعتين متزاوجتين ، الأبيض (غورا) والأسود (كالا). وادعى أن البيض لديهم دم نقي وأن السود هم من نسل النساء الهنديات وبالتالي نجس.  
في أوائل القرن العشرين ، أصبح العديد من بيني إسرائيل قادة في صناعة السينما الجديدة في الهند. بالإضافة إلى ذلك ، عمل الرجال كمنتجين وممثلين: أصبح عزرا مير (المعروف باسم إدوين مايرز) (1903-1993) أول رئيس لقسم الأفلام في الهند ، وكان سليمان موسى رئيسًا لمختبر بومباي السينمائي المحدودة من الأربعينيات إلى التسعينيات.  كان Ennoch Isaac Satamkar ممثلًا سينمائيًا ومساعدًا للمخرج محبوب خان ، مخرج أفلام هندية. 
نظرًا للموقف المتميز نسبيًا الذي احتلوه في ظل الحكم الاستعماري البريطاني ، استعد العديد من بن إسرائيل لمغادرة الهند عند الاستقلال في عام 1947. لقد اعتقدوا أن القومية والتركيز على الأديان الأصلية سيعنيان فرصًا أقل لهم. هاجر معظمهم إلى دولة إسرائيل ،  التي تأسست حديثًا عام 1948 كوطن لليهود.  

## الحياة في اسرائيل
بين عامي 1948 و1952، هاجر حوالي 2300 شخصاً من مجتمع بني إسرائيل إلى إسرائيل. في الهند، عاش بني إسرائيل واليهود الآخرون في مناطق حضرية، ولكن في إسرائيل استقروا في مدن التطور. واجه أعضاء بني إسرائيل التمييز من الجماعات اليهودية الأخرى، بما في ذلك بسبب لون بشرتهم الداكن. رفض العديد من الحاخامات الزواج من مجتمع بني إسرائيل ليهود آخرين، على أساس أنهم ليسوا يهوداً شرعيين بموجب القانون الأرثوذكسي. بين عامي 1952 و1954، في أعقاب احتجاجات الاعتصام والإضراب عن الطعام من قبل بني إسرائيل للمطالبة بإعادتهم إلى الهند مرة أخرى، أعادت الوكالة اليهودية 337 فرداً من مجتمع بني إسرائيل إلى الهند، على الرغم من أن معظمهم عادوا في النهاية إلى إسرائيل بعد سنوات.
في عام 1962، اتهمت السلطات في إسرائيل بالعنصرية تجاه مجتمع بني إسرائيل. في القضية التي أثارت في الجدل، قرر الحاخام الأكبر لإسرائيل أنه قبل تسجيل الزواج بين اليهود الهنود واليهود الذين لا ينتمون إلى هذا المجتمع؛ يجب على الحاخام المسجل التحقيق في نسب مقدم الطلب الهندي لاحتمال وجود أصل غير يهودي، وفي حالة الشك، يُطلب من مقدم الطلب إجراءات للتحول إلى اليهودية بشكل شرعي. قد يكون التمييز في الواقع مرتبطاً بحقيقة أن بعض السلطات الدينية اعتقدت أن مجتمع بني إسرائيل لم يكن يهودياً بالكامل بسبب الزواج المتبادل أثناء انفصالهما الطويل عن بقية اليهود.  بين عاميّ 1962 و1964، نظمت جماعة بني إسرائيل احتجاجات ضد السياسة الدينية. وفي عام 1964، قضت الحاخامية الإسرائيلية بأن بني إسرائيل هم "يهود كاملون من جميع النواحي".
استعرض تقرير اللجنة رفيعة المستوى حول الشتات الهندي (2012) الحياة في إسرائيل لمجتمع بني إسرائيل. وأشارت إلى أن مدينة بئر السبع في جنوب إسرائيل بها أكبر تجمع في بني إسرائيل ، مع مجتمع كبير في الرملة . لديهم نوع جديد من الأسرة عبر الوطنية.  بشكل عام ، لم تكن جماعة بن إسرائيل نشطة سياسياً وكانت ذات إمكانيات متواضعة. لم يشكلوا روابط اقتصادية مستمرة مع الهند ولديهم مكانة سياسية محدودة في إسرائيل. يُنظر إلى اليهود من أصل هندي عمومًا على أنهم سفارديم ؛ لقد أصبحوا مندمجين دينياً بشكل جيد مع المجتمع السفارديم في إسرائيل.  من ناحية أخرى ، يذكر أبينك أن بني إسرائيل أصبحوا أقلية عرقية مميزة في إسرائيل. على الرغم من وجود المجتمع في إسرائيل لأجيال عديدة ، فقد حافظ على العديد من تقاليدهم من الهند مثل Malida (عروض الطقوس) وطقوس الزفاف مثل موقع قران .  أصبح النبي إيليا نوعًا من شفيع بني إسرائيل. يُطلق على إحدى طقوس الشكر المخصصة للنبي إيليا اسم Eliahu HaNabi (الاسم العبري لإيليا) ، ويتم إجراؤها في حفلات الزفاف والمناسبات الاحتفالية الأخرى. يضم الحفل صينية مليدا وأرز جاف وجوز الهند المبشور والفواكه والمكسرات والسكر. يعتبر الاحتفال بمثابة علامة حدودية بين بني إسرائيل والمجتمعات اليهودية الأخرى. كما تراقب الجماعة أيضًا Tashlich ، وهي مراسم أخذ حمام طقسي في رأس السنة. يحب بني إسرائيل أيضًا حضور المعابد اليهودية الخاصة بهم للحفاظ على حياة المجموعة. يظهر هذا أيضًا في مستويات أعلى من زواج الأقارب مقارنة بالمجموعات اليهودية الأخرى. 
دينياً ، تبنى بني إسرائيل أسلوب الغناء التعبدي كيرتان من جيرانهم الماراثيين الهندوس. كيرتان الشعبية هي قصة مبنية على قصة يوسف. الآلات الموسيقية التقليدية الرئيسية هي الهارمونيوم الهندي وبلبل تارانج.
أسس نوح ماسيل المنظمة المركزية لليهود الهنود في إسرائيل (COIJI). المنظمة لديها عشرين فصلا حول إسرائيل. مايبولي ، النشرة الإخبارية لمجتمع بني إسرائيل من تحرير نوح ماسيل. يوجد أيضًا موقع على شبكة الإنترنت يسمى الجالية اليهودية الهندية في إسرائيل والذي ينسق الأنشطة الثقافية المختلفة التي تنظمها الجالية. افتتحت الجالية في إسرائيل متحف التراث اليهودي الهندي في بلدة ديمونا عام 2012. المتحف يديره حاليا متطوعون. في الوقت الحاضر ، يحتوي المتحف على مجموعة صغيرة من العناصر التي تبرع بها المجتمع. كما أنها تقيم دروسًا ثقافية وطهيًا لجميع المجتمعات.

## الهجرة إلى دول أخرى
كما استقر أعضاء بني إسرائيل في بريطانيا ،  وأمريكا الشمالية ، ومعظمهم في كندا. 

## مشاهير
- روبن دونجي أشتومكار (1820 - بعد 1877)، جندي هندي قاتل في التمرد الهندي عام 1857.
- جوزيف حزقيال راجبوركار (1834-1905)، كاتب هندي ومترجم للأعمال الليتورجية العبرية إلى المهاراتية.
- جيروشا جيراد (1890–1984)، أول طبيبة هندية يهودية وطبيبة نسائية متميزة [48]
- عزرا مير الملقب بإدوين مايرز (1903-1993)، منتج وأول رئيس لقسم السينما الهندية، أطلق عليه اسم أفلام المعلومات الهندية تحت الحكم البريطاني. لوحظ في كتاب غينيس للأرقام القياسية بأنه "منتج لأكبر عدد من الأفلام الوثائقية والقصيرة".[24]
- ديفيد أبراهام تشولكار (1908-1982)، ممثل في الهند اشتهر باسم ديفيد، وقام ببطولة فيلم Boot Polish (1954) وغنى (على الشاشة) "Nanhe Munne Bachche".[24]
- فيروزا بيجوم (ولدت باسم سوزان سولومون)، ممثلة هندية في عشرينيات وثلاثينيات القرن الماضي.[49]
- روبن ديفيد (1912-1989)، عالم حيوان، ومؤسس حديقة حيوان كانكاريا في أحمد أباد، غوجارات.
- بنيامين أبراهام سامسون (1916-2008)، أميرال البحرية الهندية، ووالد ليلا سامسون.
- ليلى إيرولكار (1921-2007)، سيدة قبرص الأولى (1993-2003) وزوجة جلافكوس كليريديس، رئيس جمهورية قبرص.
- نسيم حزقيال (1924-2004)، شاعر هندي.[50]
- فلور حزقيال، عارضة أزياء وملكة جمال الهند السابقة.
- رالف سام هايمز (1940-2005)، محامي دفاع جنائي بريطاني هندي المولد.
- إستير دافيد (1945-)، كاتبة وناقدة هندية، ابنة روبن ديفيد.
- ليلا سامسون (1951–)، راقصة ومصممة رقصات وممثلة هندية ؛ ابنة بنيامين ابراهيم سامسون.
- إسحاق ديفيد كيهيمكار (1957-)، متخصص في علم حرشفيات الأجنحة الهندية، خبير فراشة مقره في نافي مومباي.
- ليورا إسحاق بيزاركار (1974-)، مغنية إسرائيلية من أصل هندي، غنت هاتيكفا وجانا جانا مانا - النشيد الوطني لإسرائيل والهند على التوالي خلال زيارة رئيس الوزراء ناريندرا مودي لإسرائيل عام 2017.
- إيبان هيامز (1981–)، لاعب كرة سلة محترف أسترالي هندي المولد.
- بنسيون سونجافكار (1985–) ، لعبة الكريكيت الهندية، الحائزة على الميدالية الفضية في ألعاب المكابيا لعام 2009.
- شمشون كيهيمكار، موسيقي هندي.
- حزقيال إسحاق مالكار، حاخام هندي.